# کمی دعا می‌کنم
«کمی دعا می‌کنم» (به انگلیسی: I Say a Little Prayer) ترانه‌ای است که توسط برت بکراک و هل دیوید برای دیان وارویک نوشته شده‌است. این آهنگ در دسامبر ۱۹۶۷ در جدول ۱۰۰ تک‌آهنگ‌ برتر پاپ بیلبورد به رتبه‌ی چهارم رسید و توانست در جدول تک‌آهنگ‌های آراندبی (R&B) رتبه‌ی هشتم را به‌دست آورد.